# Lluís Domènech i Montaner

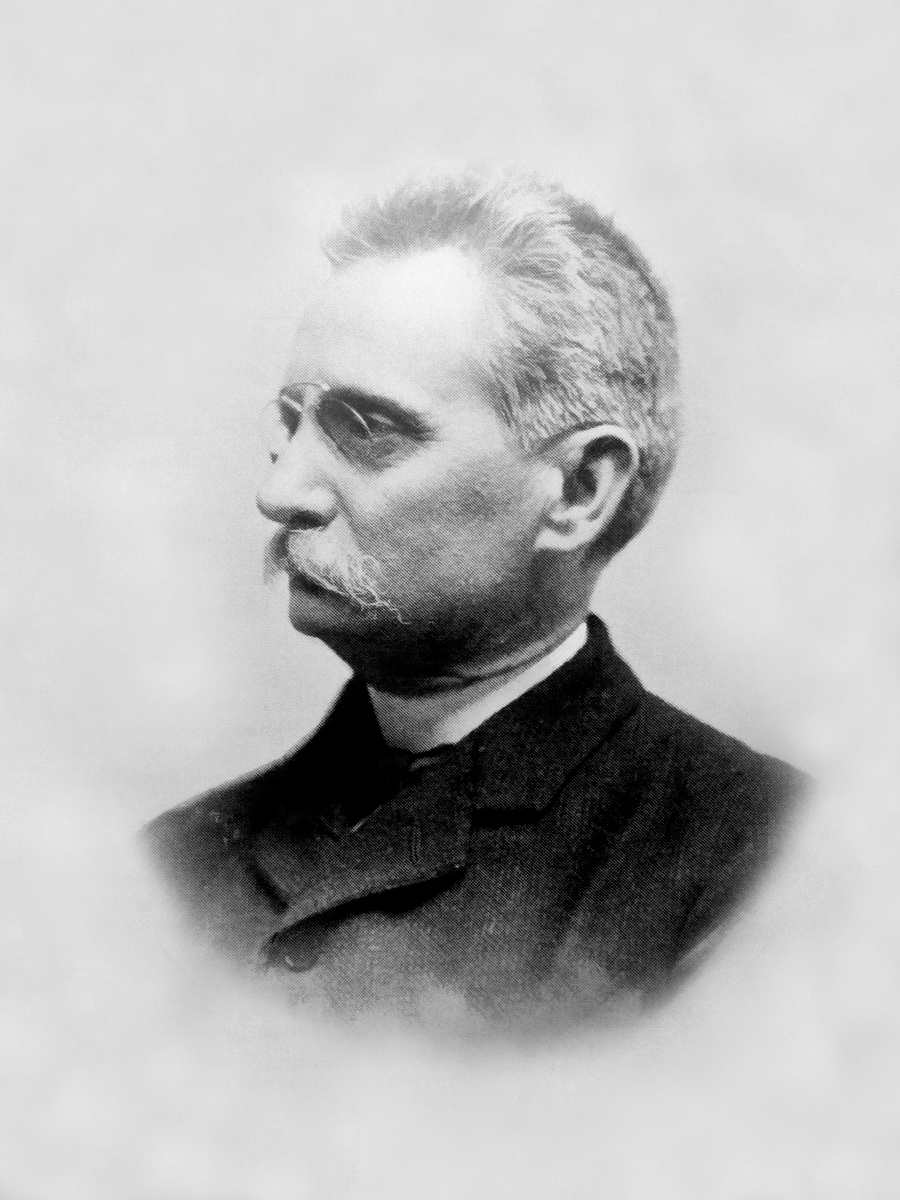
Lluís Domènech i Montaner

Lluís Domènech i Montaner (* 21. Dezember 1850 in Barcelona; † 27. Dezember 1923 ebenda) war ein katalanischer Architekt und Politiker. Er begann als Vertreter des Historismus und wurde abgesehen von Antoni Gaudí zum bekanntesten Vertreter des Modernisme.

## Leben

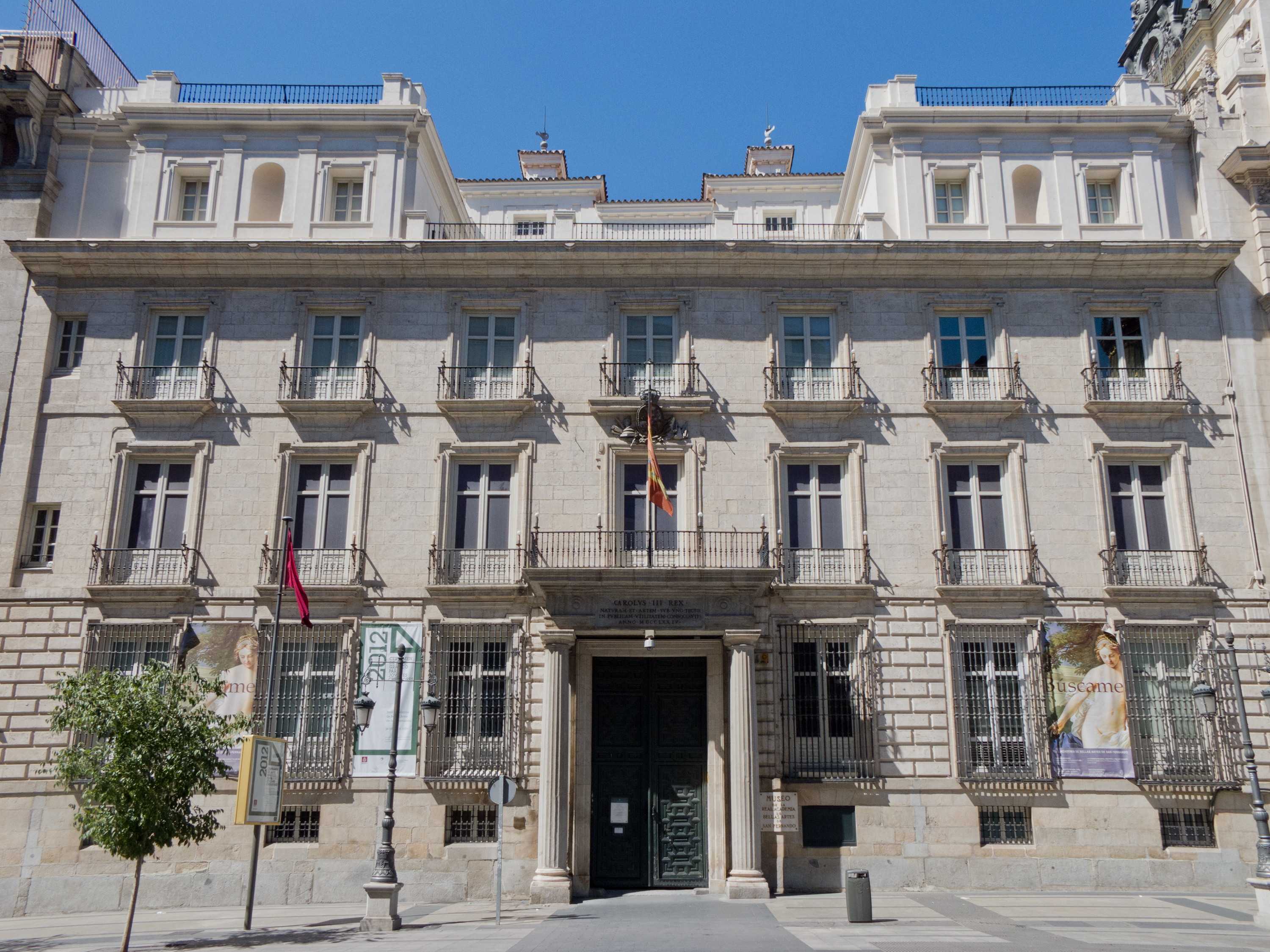
Gebäude der Real Academia de Bellas Artes de San Fernando in Madrid

Lluis war der zweite Sohn von Pere Domènech i Saló (1821–1873), einem Verleger, und Maria Montaner i Vila, die aus wohlhabender Familie in Canet de Mar stammte. Nach einem kurzen Studium der Mathematik und Physik wandte er sich der Architektur zu, die er in Barcelona und in Madrid an der Königlichen Akademie der Schönen Künste studierte. Dort erwarb er am 13. Dezember 1873 sein Diplom. Danach bereiste er Frankreich, die Schweiz, Italien, Deutschland und Österreich, um sich mit den aktuellen Tendenzen der Architektur vertraut zu machen.
1875 wurde Domènech, gemeinsam mit seinem Freund Josep Vilaseca, als Professor für Topografie und Mineralogie an die neu gegründete Architekturschule von Barcelona berufen, deren Leitung er von 1900 bis 1920 innehatte. Während Domènech sein Abgeordnetenmandat in Madrid ausübte, fungierte von 1901 bis 1905 Joan Torras i Guardiola als geschäftsführender Direktor. Durch seine 45-jährige Lehrtätigkeit beeinflusste Domènech mehrere Generationen katalanischer Architekten.
Der nationalbewusste, aber bürgerlich konservativ denkende Architekt interessierte sich intensiv für Archäologie und speziell für die frühromanischen Kirchenbauten Kataloniens.
Diese Beschäftigung mit dem historischen Erbe und der Einfluss der Tradition sind auch in Domènechs Architektur spürbar – zugleich aber das Bemühen um strukturelle Rationalität und die Faszination durch das transparente Medium Glas.
Lluís Domènech i Montaner starb am 27. Dezember 1923 in Barcelona.

## Architektonisches Werk

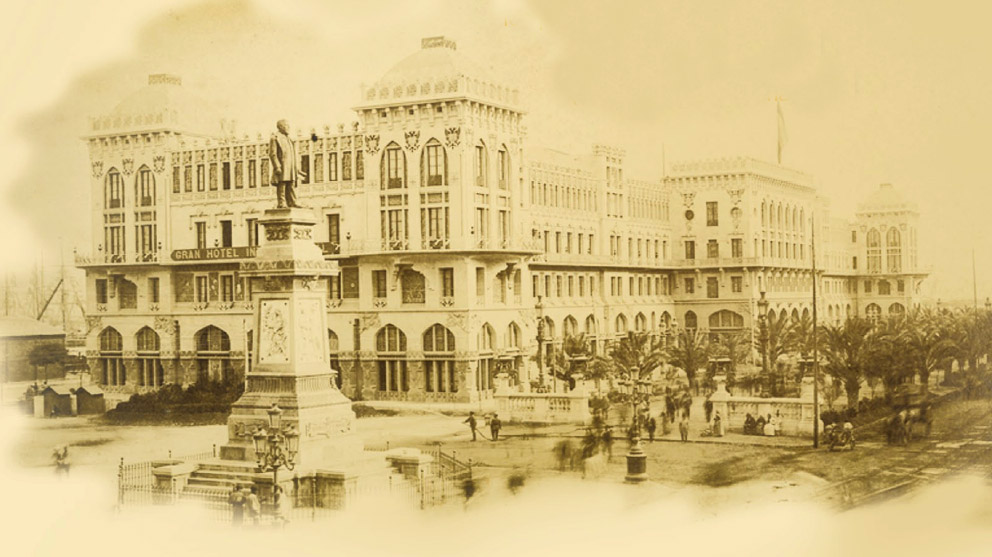
Das Gran Hotel Internacional. Es wurde zur Weltausstellung 1888 in 53 Tagen erbaut und danach wieder abgetragen.

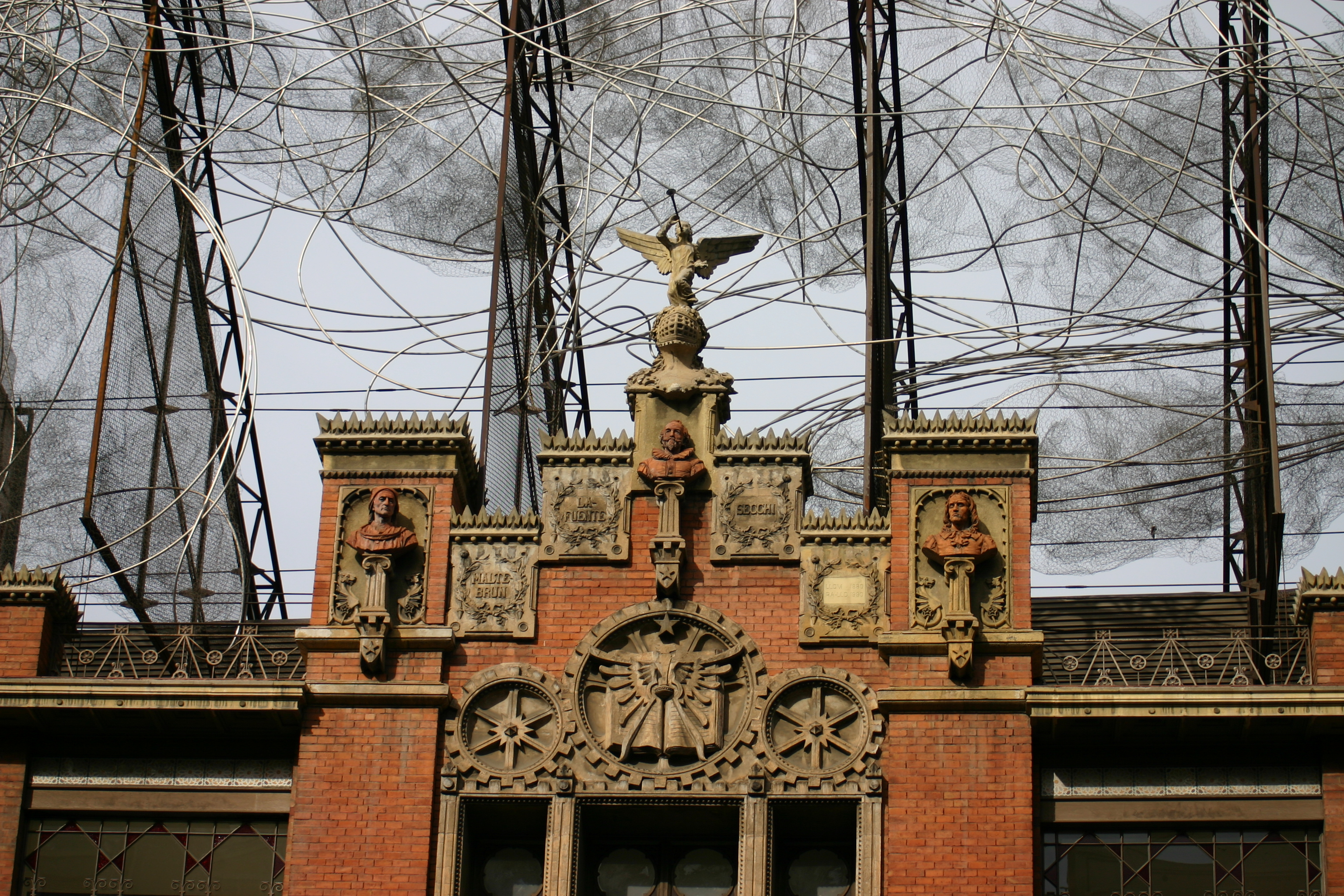
Ehemals Editorial Muntaner i Simón, jetzt Fundació Antoni Tàpies

Mit dem Verlagsgebäude Editorial Montaner i Simón (der heutigen Fundació Tàpies), und den für die Weltausstellung Exposició Universal de Barcelona (1888) geschaffenen Gebäuden Gran Hotel Internacional, das in nur 53 Tagen erbaut wurde, und dem Castell dels Tres Dragons war Domènech einer der Begründer der modernistischen Architektur und Kunst. Im genannten Castell schuf er in Zusammenarbeit mit dem Architekten Antoni Gallissà eine Werkstatt für dekorative und auf die Architektur angewandte Künste.
Seine kreativste Schaffensperiode waren die letzten Jahre des 19. und die ersten des 20. Jahrhunderts. In dieser Zeit entstanden u. a. das Krankenhaus Institut Pere Mata in Reus, in Barcelona die Wohn- und Geschäftshäuser Casa Thomas und Casa Lleó Morera, der Krankenhauskomplex Hospital de la Santa Creu i Sant Pau und – als Höhepunkt seines Schaffens – das Konzertgebäude Palau de la Música Catalana (Palast der katalanischen Musik). Dieses Gebäude gilt als sein innovativstes, gewagtestes und überraschendstes Werk. Es wurde bereits 1909 von der Stadtverwaltung Barcelonas ausgezeichnet und 1997 zusammen mit dem Hospital de la Santa Creu i Sant Pau zum UNESCO-Welterbe erklärt.

## Literarisches Wirken
Von Jugend an war Domènech auch literarisch aktiv. Er schrieb für die wichtigsten katalanischen Zeitschriften wie La Renaixença, Lo Catalanista und Revista de Catalunya. 1904 gründete er seine eigene Wochenzeitung, El Poble Català. Er schrieb auch Bücher über Kunstgeschichte und Architektur und publizierte politische Essays.
Sein Artikel „En busca d'una arquitectura nacional“ („Auf der Suche nach einer nationalen Architektur“), veröffentlicht am 28. Februar 1878 in La Renaixença, gilt als Gründungsmanifest der modernen katalanischen Architektur.
Als Verleger und Herausgeber der Reihe Biblioteca Artes y Letras förderte Domènech auch die katalanische Literatur. Von 1886 bis 1897 leitete Domènech zudem die Herausgabe einer monumentalen Kunstgeschichte, eine Aufgabe, in der ihn später Josep Puig i Cadafalch ablöste.

## Politisches Engagement
Schon in jungen Jahren engagierte sich Domènech politisch. 1870 wirkte er an der Gründung des Jove Catalunya (Junges Katalonien) und des Centre Català mit. Von letzterer Gruppierung trennte er sich 1887, trat in die Lliga de Catalunya ein, deren Präsident er 1888 wurde. 1891 gründete er die Unió Catalanista, eine Partei, die die Grundlagen der katalanischen Autonomie durchsetzte. Domènech i Montaner war einer der Organisatoren der Versammlung, die im März 1892 mit den „Bases de Manresa“ (Grundlagen von Manresa) ein erstes katalanisches Verfassungsprojekt verabschiedete. Verfeindet mit Francesc Cambó, der sich vom Kämpfer für eine katalanische Autonomie zum konservativen Regierungsmitglied in Madrid gewandelt hatte, und enttäuscht von der Politik, zog er sich während des Ersten Weltkrieges aus ihr zurück.

## Werke

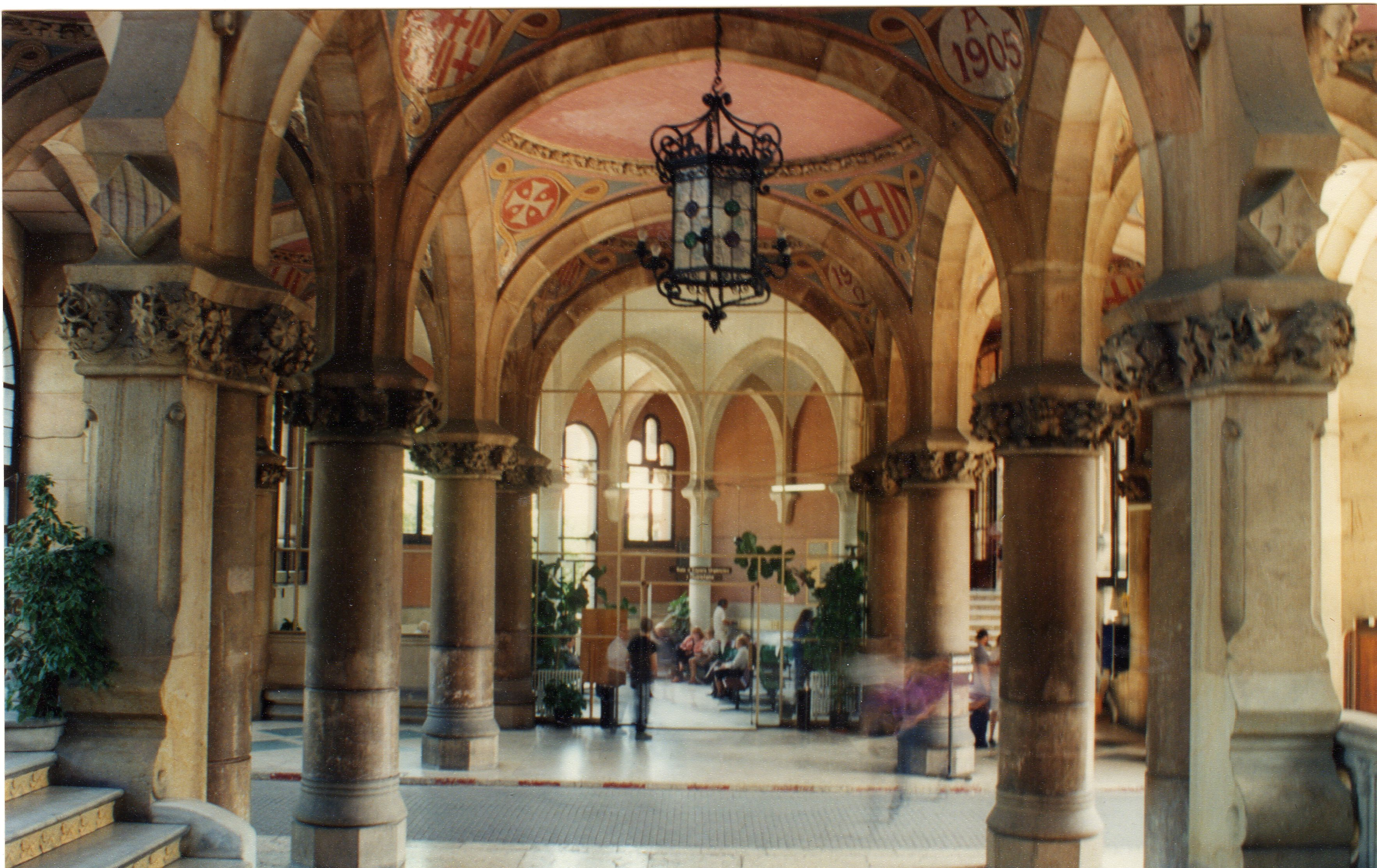
Hospital de la Santa Creu i Sant Pau, Eingangshalle

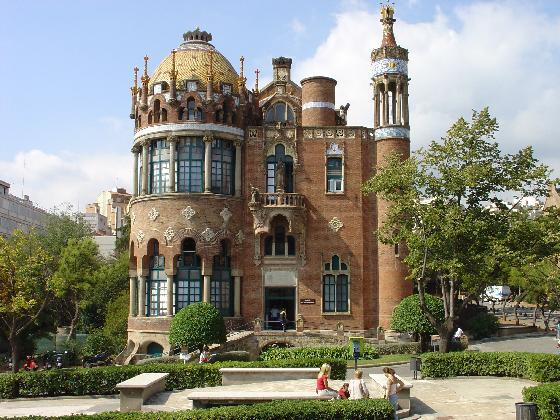
Hospital de Sant Pau, Pavillon

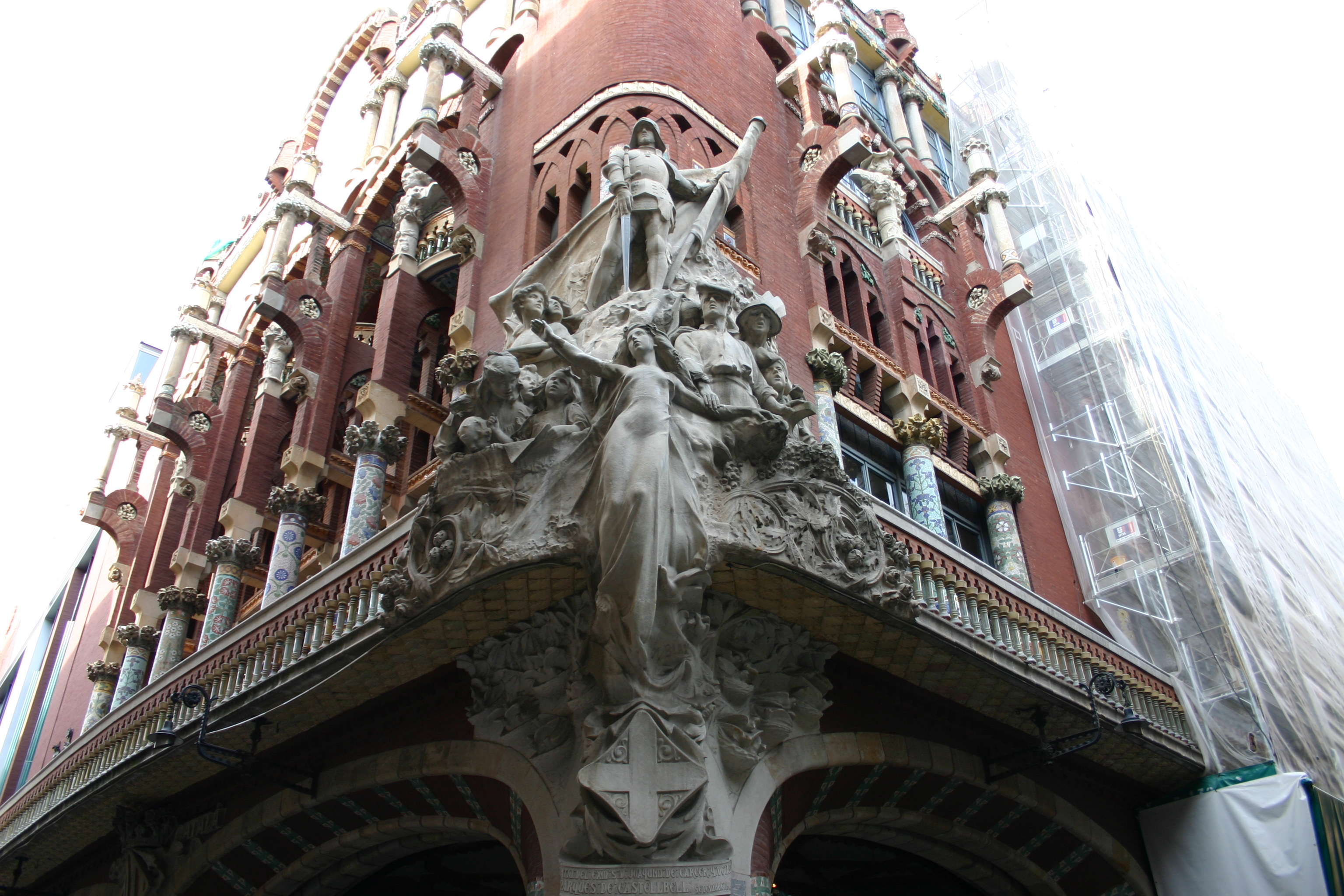
Palau de la Música Catalana

- Hospital de la Santa Creu i Sant Pau (Barcelona)
- Palau de la Música Catalana (Barcelona)
- Gran Hotel Internacional (Barcelona)
- Casa Fuster (Barcelona)
- Casa Lamadrid (Barcelona)
- Casa Lleó Morera (Barcelona)
- Casa Thomas (Barcelona)
- Castell dels Tres Dragons (Museu de Zoologia, Barcelona)
- Editorial Montaner i Simón (Barcelona)
- Palacio Ramón Montaner (Barcelona)
- Ateneu Obrer (Canet de Mar, Provinz Barcelona)
- Castell de Santa Florentina (Canet de Mar, Provinz Barcelona)
- Casa Roure / Ca la Bianga (Canet de Mar, Provinz Barcelona)
- Restaurante la Misericòrdia (Canet de Mar, Provinz Barcelona)
- Casa Solà Morales (Olot, Provinz Barcelona)
- Casa Gasull (Reus, Provinz Tarragona)
- Casa Navàs (Reus, Provinz Tarragona)
- Casa Rull (Reus, Provinz Tarragona)
- Institut Pere Mata (Reus, Provinz Tarragona)
- Cementerio de Comillas (Comillas, Kantabrien)
- Fuente de los Tres Caños (Comillas, Kantabrien)
- Universidad Pontificia (Comillas, Kantabrien)